# Supangle

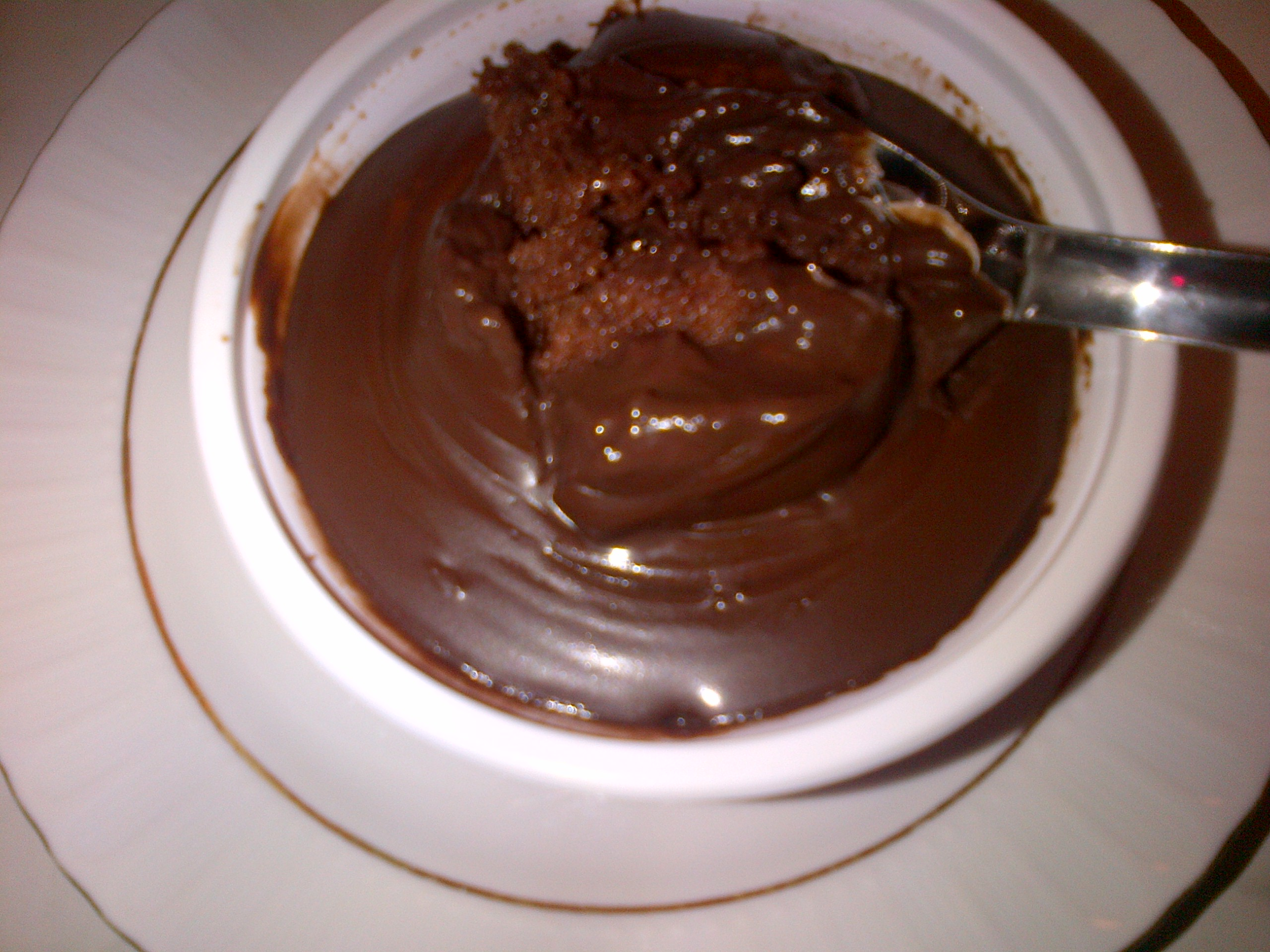
Supangle (mostrant el cake dins)

Supanglez, més conegudes com a Supangle són unes postres de la cuina turca fetes amb un tipus de púding de xocolata a sobre; al fons del bol on es serveix, hi ha un pastís o una mena de pa dolç, com una pandispanya. La paraula "supanglez" se suposa que ve del francès (soup anglais / sopa anglesa). El Supangle es pot menjar amb dondurma a sobre també. El Supanglez es troba a tres llibres de cuina diferents publicats a Turquia durant la dècada de 1940. No té cap relació amb Zuppa inglese, unes postres italianes.